# Les Plaideurs
Les Plaideurs és una comèdia en tres actes en vers (884 alexandrins) de Jean Racine. És l'única comèdia que va escriure aquest autor tràgic. És inspirada en Les vespes d'Aristòfanes, però sense el seu contingut polític. Aquesta comèdia de Racine, que segueix Andromaque i precedeix Britannicus, és una farsa inesperada en el decurs de la seva obra: un jutge surt de casa seva per la finestra, els gossets orinen damunt l'escena, dos joves enamorats entren en el joc del pare de la noia. I tot, a ritme d'alexandrins.
L'obra va ser representada a l'Hôtel de Bourgogne el mes de novembre de 1668. L'obra més reeixida de Racine fins al segle xix, Els litigants va competir amb les comèdies més populars de Molière abans d'enfonsar-se en un mig oblit durant el segle xx.
El vocabulari de l'obra és particularment jurídic. L'escena té lloc a Caen, una ciutat de la Baixa Normandia.

## Personatges
- Dandin, jutge
- Léandre, fill de Dandin
- Chicanneau, burgès
- Isabelle, filla de Chicanneau
- La comtessa
- Petit Jean, porter
- El demandat, secretari
- El bocamoll